# Зубарев Андрій Сергійович
Андрій Сергійович Зубарев (рос. Андрей Сергеевич Зубарев; 3 березня 1987, м. Уфа, СРСР) — російський хокеїст, захисник. Виступає за «Салават Юлаєв» (Уфа) у Континентальній хокейній лізі.
Вихованець хокейної школи «Салават Юлаєв» (Уфа). Виступав за «Салават Юлаєв» (Уфа), «Ак Барс» (Казань), «Чикаго Вулвз» (АХЛ), «Атланта Трешерс», «Атлант» (Митищі).
В чемпіонатах НХЛ — 4 матчі (0+1).
У складі національної збірної Росії учасник EHT 2009 і 2012. У складі молодіжної збірної Росії учасник чемпіонатів світу 2006 і 2007. У складі юніорської збірної Росії учасник чемпіонату світу 2005.
Брат: Артем Зубарев.
Досягнення
- Чемпіон Росії (2006), срібний призер (2007)
- Володар Континентального кубка (2008)
- Срібний призер молодіжного чемпіонату світу (2006, 2007).